# Tournoi de tennis des Bermudes
Le tournoi des Bermudes est un ancien tournoi de tennis masculin professionnel.
Il s'est disputé sur terre battue en 1975 et 1976 puis en 1995 et 1996.

## Palmarès messieurs

### Simple
| No | Date       | Nom et lieu du tournoi    | Catégorie      | Dotation       | Surface        | Vainqueur          | Finaliste         | Score          |                |
| -- | ---------- | ------------------------- | -------------- | -------------- | -------------- | ------------------ | ----------------- | -------------- | -------------- |
| 1  | 21-09-1975 | , Bermudes                |                | NC $           | Terre (ext.)   | Jimmy Connors      | Vitas Gerulaitis  | 6-1, 6-4       |                |
| 2  | 13-09-1976 | , Bermudes                |                | 50 000 $       | Terre (ext.)   | Cliff Richey       | Gene Mayer        | 7-6, 6-2       |                |
|    | 1977-1994  | Pas de tournoi            | Pas de tournoi | Pas de tournoi | Pas de tournoi | Pas de tournoi     | Pas de tournoi    | Pas de tournoi | Pas de tournoi |
| 3  | 17-04-1995 | XL Bermuda Open, Bermudes | World Series   | 303 000 $      | Terre (ext.)   | Mauricio Hadad     | Javier Frana      | 7-65, 3-6, 6-4 |                |
| 4  | 15-04-1996 | XL Bermuda Open, Bermudes | World Series   | 303 000 $      | Terre (ext.)   | MaliVai Washington | Marcelo Filippini | 6-7, 6-4, 7-5  |                |

### Double
| No | Date       | Nom et lieu du tournoi    | Catégorie      | Dotation       | Surface        | Vainqueurs                  | Finalistes                     | Score          |                |
| -- | ---------- | ------------------------- | -------------- | -------------- | -------------- | --------------------------- | ------------------------------ | -------------- | -------------- |
| 1  | 21-09-1975 | , Bermudes                |                | NC $           | Terre (ext.)   | Jimmy Connors Ilie Năstase  | Vitas Gerulaitis Sandy Mayer   | 4-6, 6-3, 6-3  |                |
| 2  | 13-09-1976 | , Bermudes                |                | 50 000 $       | Terre (ext.)   | Mike Cahill John Whitlinger | Dick Crealy Ray Ruffels        | 6-4, 4-6, 7-6  |                |
|    | 1977-1994  | Pas de tournoi            | Pas de tournoi | Pas de tournoi | Pas de tournoi | Pas de tournoi              | Pas de tournoi                 | Pas de tournoi | Pas de tournoi |
| 3  | 17-04-1995 | XL Bermuda Open, Bermudes | World Series   | 303 000 $      | Terre (ext.)   | Grant Connell Todd Martin   | Brett Steven Jason Stoltenberg | 7-6, 2-6, 7-5  |                |
| 4  | 15-04-1996 | XL Bermuda Open, Bermudes | World Series   | 303 000 $      | Terre (ext.)   | Jan Apell Brent Haygarth    | Pat Cash Patrick Rafter        | 3-6, 6-1, 6-3  |                |